# Мария Карлотта Пармская
Мари́я Карло́тта Бурбо́н-Па́рмская (итал. Maria Carlotta di Borbone-Parma; 1/7/9 сентября 1777, Парма — 6 апреля 1813, Рим) — принцесса Пармская, инфанта Испании. Дочь герцога Пармы, Пьяченцы и Гуасталлы Фердинанда I и Марии Амалии Австрийской. Член Доминиканского ордена под именем сестры Джачинты Доменики (итал. Giacinta Domenica).

## Биография

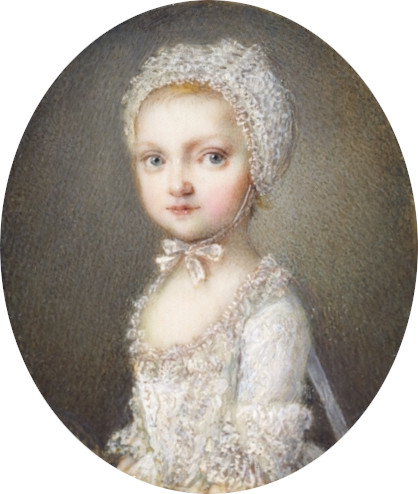
Акварельный портрет принцессы Марии Карлотты кисти анонимного автора, написанный около 1779 года

Мария Карлотта родилась в 1777 году, по разным данным 1, 7 или 9 сентября, в Парме в семье Фердинанда, герцога Пармского, и эрцгерцогини Марии Амалии Австрийской, принцессы Венгрии и Богемии. При крещении получила имя «Мария Карлотта Фердинанда Тереза Анна Джузеппа Джованна Луиза Винченца Розалия». Она была третьей дочерью и четвёртым ребёнком в семье. По отцу Мария Карлотта была внучкой Филиппа, герцога Пармского, и принцессы Луизы Елизаветы Французской и правнучкой королей Филиппа V и Людовика XV; по матери Мария Карлотта была внучкой императрицы Марии Терезии и императора Франца I Стефана.
В 1793 году герцогский двор выпустил бюллетень, согласно которому «Людовик, Каролина, Мария Тереза [sic] и Карлотта Мария, дети герцога Фердинанда» были вакцинированы от оспы.

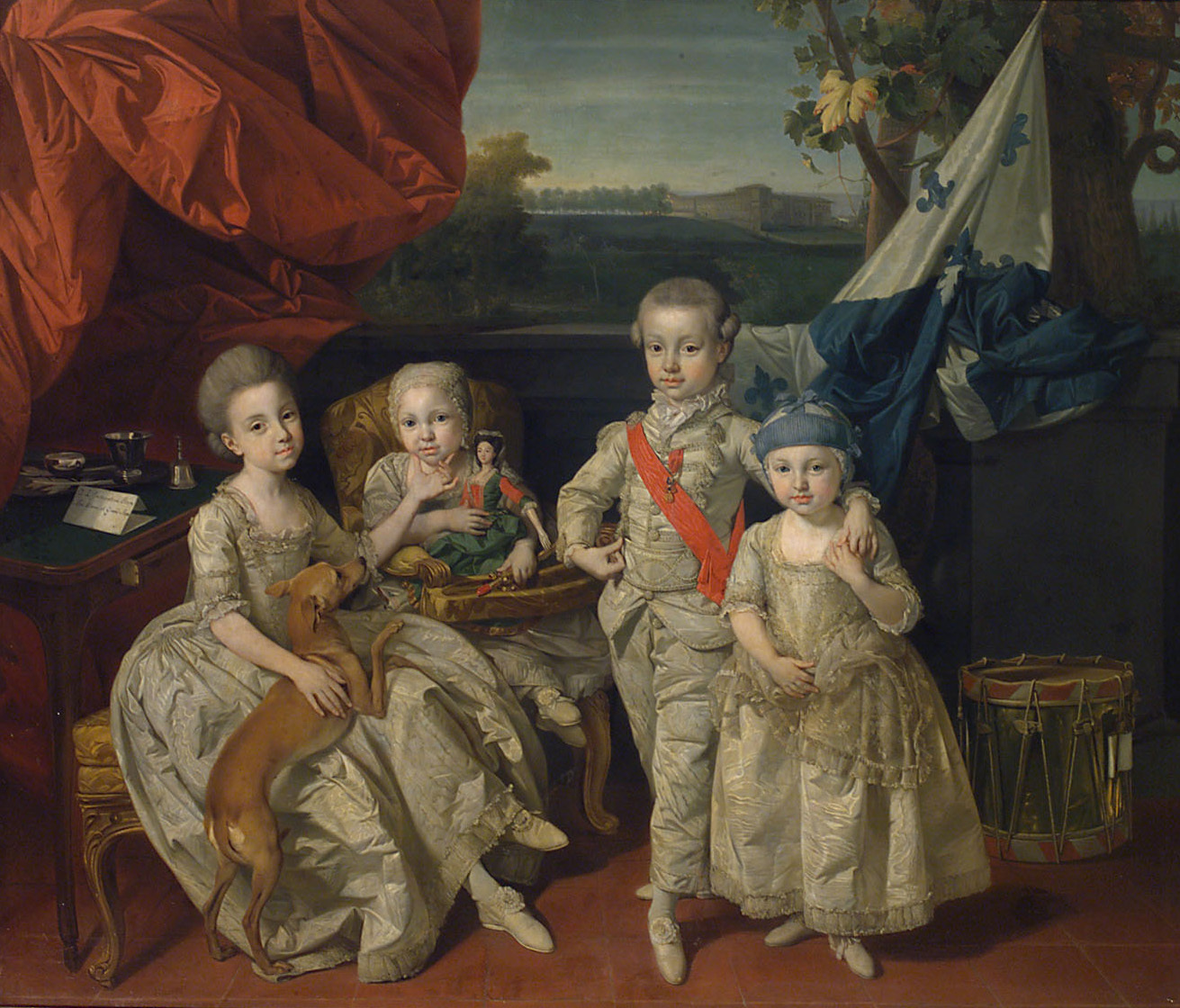
Портреты принца и принцесс Пармских кисти Иоганна Цоффани, 1778 год. Мария Карлотта крайняя справа

### Монашество
Мария Карлотта обладала кротким нравом и милой наивностью. У принцессы были наставники, в частности Турки, епископ Пармский. К 16 годам Мария Карлотта начала задумываться о том, чтобы стать монахиней и взять имя Джачинты Доменики. Родители принцессы не придавали этому особого значения пока Марии Карлотте не исполнилось 20 лет. Увидев решимость дочери, родители отправили Марию Карлотту в Доминиканский монастырь в Парме, чтобы примерить на себя монашескую жизнь. Разлука с семьёй было одним из самых тяжёлых испытаний для принцессы, однако желание стать монахиней помогло ей справиться с этим. Спустя 10 месяцев испытательного срока, 11 апреля 1797 года, Мария Карлотта стала монахиней.
В 1796 году Парма была оккупирована Францией. В связи с этим новое правительство приказало Джачинте Доменике покинуть Доминиканский монастырь в Колорно и переехать в другое место. Узнав об этом, папа Римский, который отправился в Париж, чтобы короновать Наполеона I, пригласил принцессу в дом монахинь-миссионерок Святой Урсулы, чтобы здесь она могла обсудить с папой вопрос о его возвращении в Италию. Вскоре после встречи папа Римский благословил Джачинту на переезд в обитель Святой Урсулы.
Когда в 1802 году умер Фердинанд, Карлотта вместе с матерью и сестрой Марией Антонией следовали за его гробом до святилища Санта Мария делла Стекката, где он и был похоронен.  
В какой-то момент Марию Карлотту стали называть «Мать Джачинта Доменика Бурбонская» (итал. Madre suor Giacinta Domenica di Borbone). Известно, что 7 марта 1813 года Джачинта Доменика заболела лихорадкой. Так как эта дата считалась днём памяти Фомы Аквинского, помимо проведения молитвенных служб, монахини провели трёхдневное богослужение и отправили свечи во все церкви, в которых есть иконы Пресвятой Богородицы. В 1813 году, предположительно 6 апреля, Джачинта умерла в Риме в возрасте 35 лет и была похоронена в церкви Святых Доминика и Сикста в Риме.

## Награды
- — дама Благородного ордена королевы Марии Луизы (1792 г.)[11]
- — дама Благороднейшего ордена Звёздного креста[10]